# Cobertura de base

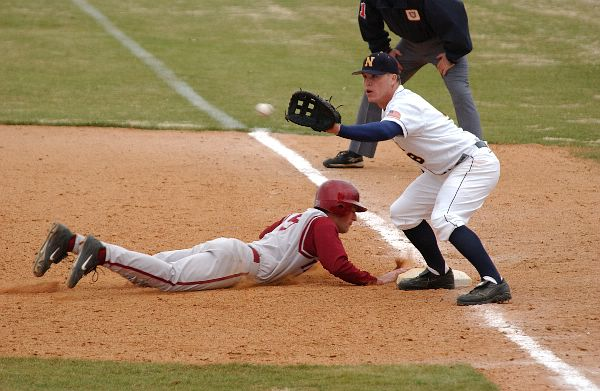
Um homem de primeira base cobrindo-a durante uma tentativa de pickoff.

No beisebol, parte do trabalho dos defensores internos é cobrir bases (cover bases). Isto é, eles se colocam ao lado de uma base com antecipação para receber a bola lançada por outro defensor, para que eles possam fazer uma jogada num corredor oponente que está se aproximando daquela base. Numa jogada forçada ou de apelação, o defensor cobrindo a base fica com um pé nela.
Em geral, o primeira-base cobre a primeira base, o segunda-base ou o interbases cobrem a segunda, o terceira-base cobre a terceira e o receptor cobre a home. Em bolas para o primeira-base, o arremessador ou o segunda-base podem cobrir em vez dele.
Com corredores de base na primeira e segunda, às vezes o interbases cobrirá a terceira num bunt, conhecida como rotation play ou wheelplay.
Dependendo da situação, no entanto, vários defensores podem cobrir qualquer base, às vezes até um defensor externo pode cobrir uma base.